# Ținutul Vasluiului
Ținutul Vasluiului a fost unul dintre ținuturile Principatului Moldova, făcând parte din Țara de Jos și având centrul administrativ la Vaslui. El se învecina la nord cu ținuturile Cârligătura și Iași, la est cu ținuturile Lăpușna și Fălciu, la sud cu Ținutul Tutova și la vest cu Ținutul Romanului. 
Ținutul Vaslui a existat de la începutul secolului al XV-lea și până în anul 1864, când ținuturile au fost desființate, iar teritoriul României a fost reorganizat în unități administrativ-teritoriale denumite județe. 

## Localizare
Ținutul Vasluiului se afla într-o zonă colinară împădurită străbătută de râul Vaslui și situată aproximativ între râul Prut și râul Siret. Teritoriul ținutului a variat în diferite perioade, întinzându-se între râurile Siret și Bârlad, apoi până la Prut după anexarea Basarabiei în anul 1812 și micșorarea ținutului Fălciu.

## Stemă

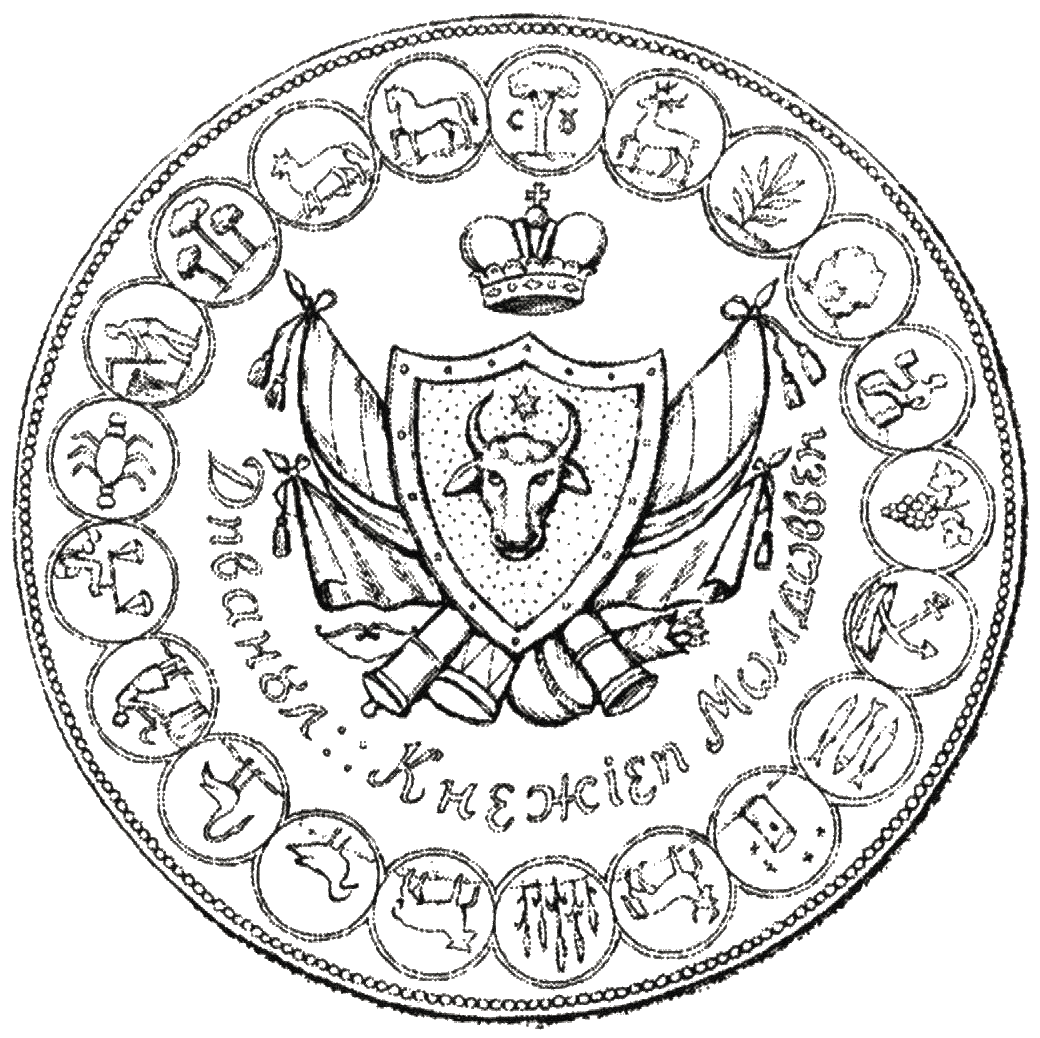
Sigiliul Divanului Cnejiei Moldovei cu stema Țării Moldovei înconjurată de 21 de medalioane cu stemele ținutale

Sigiliul Divanului Cnejiei Moldovei (cca. 1806 - 1812) - cea mai veche imagine cunoscută care a conservat simbolurile ținutale - conține stema ținutului Vaslui reprezentată de un medalion cu un știubei pe o terasă înconjurat de 4 albine. Albinele și știubeiul ca elemente heraldice au fost păstrate la elaborarea stemelor județului Vaslui și orașului Vaslui.

## Istoric

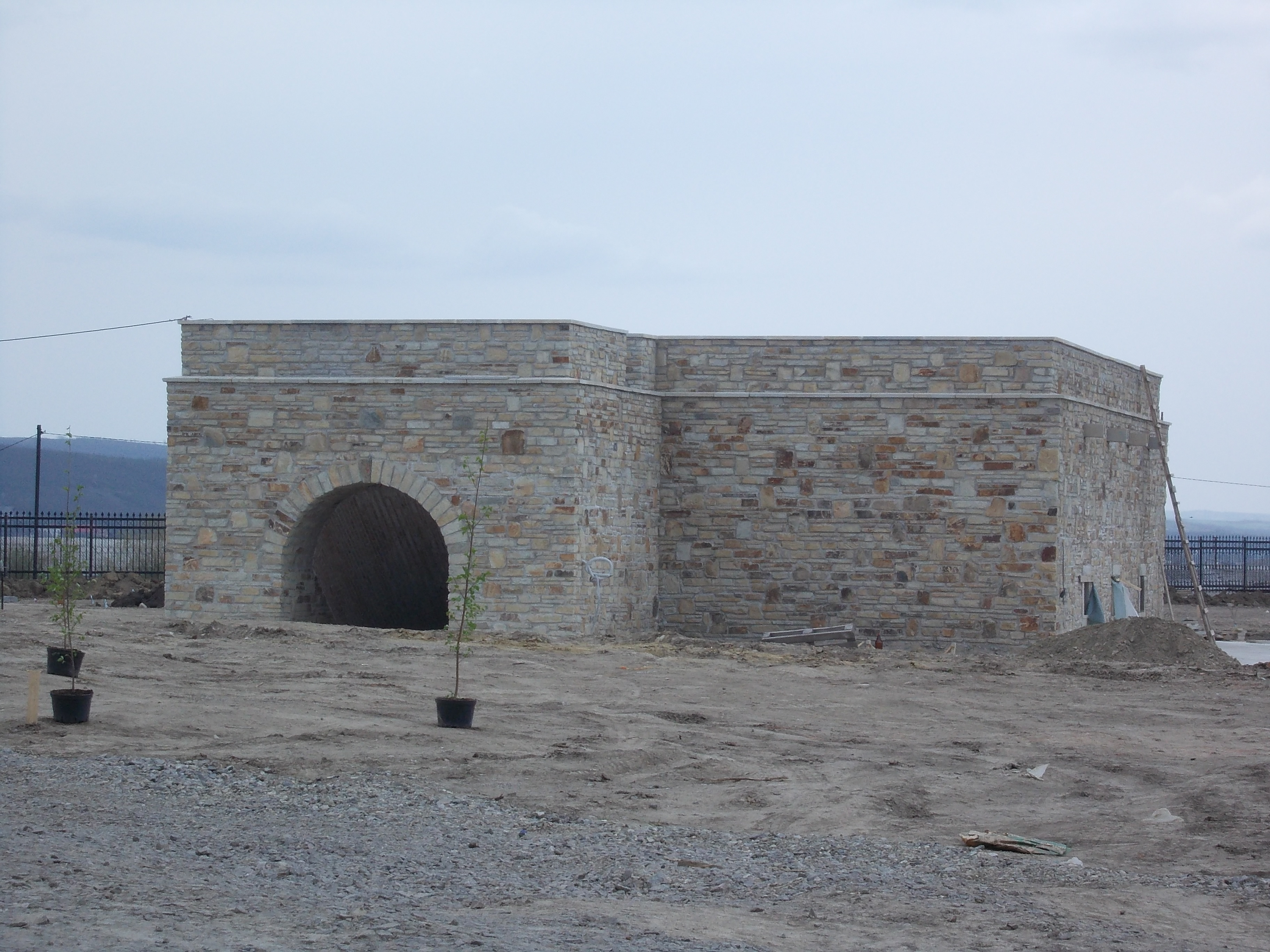
Curtea Domnească din Vaslui.

În perioada domniei lui Alexandru cel Bun (1400-1432), târgul Vasluiul a început să dobândească o importanță administrativă tot mai mare, construindu-se aici curți domnești. Vasluiul a fost o a doua capitală a Moldovei pentru o scurtă perioadă, îndeosebi în timpul domniei lui Ștefan al II-lea.
Prima atestare documentară a acestui ținut apare într-un act din 1 septembrie 1435, prin care voievodul Iliaș (fiul lui Alexandru cel Bun) îi comunica lui Vladislav, „iubitului Crai al Poloniei, Lituaniei, Rusiei și Domnitor al multor țări”, că se împăcase cu fratele său Ștefan, căruia îi dăduse în stăpânire mai multe teritorii din partea de sud a țării, ce se aflau în Ținutul Vasluiului, Ținutul Tutova, Ținutul Covurluiului și Ținutul Tecucilor. Documentul a fost publicat de istoricul Mihai Costăchescu în volumul Documente moldovenești înainte de Ștefan cel Mare. Ținutul Vasluiului a fost menționat ulterior în acte domnești ale lui Ștefan cel Mare și urmașilor săi, precum și în lucrarea Descriptio Moldaviae, scrisă în perioada 1714-1716 de cărturarul Dimitrie Cantemir.
Centrul ținutului era Vasluiul:p. 21, un orășel care a fost pentru scurte perioade scaun voievodal și în care se aflau curți domnești și un palat din piatră, cârmuit de un pârcălab.:p. 22

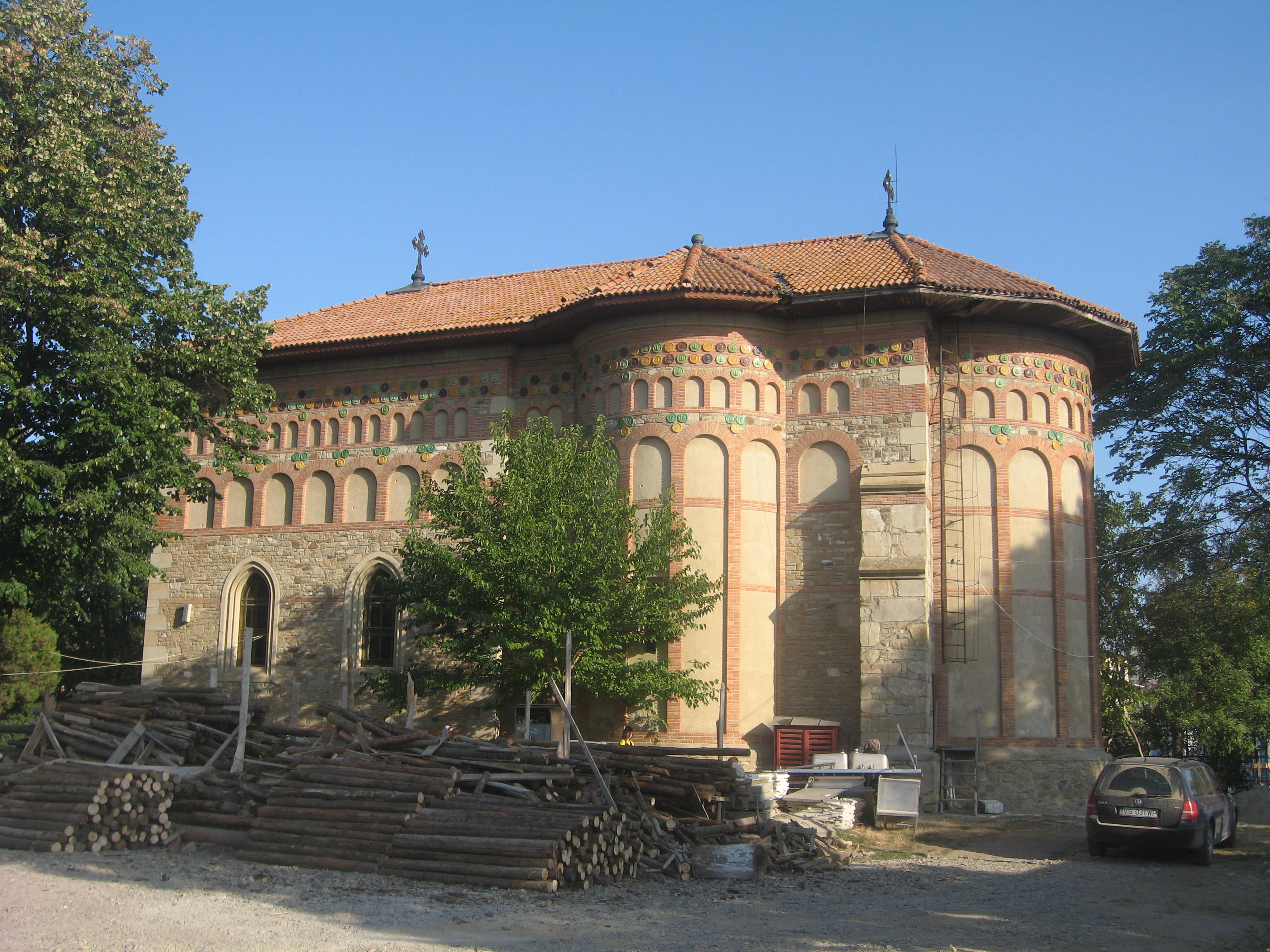
Biserica Domnească din Vaslui, ctitorită de Ștefan cel Mare.

Domnitorul Ștefan cel Mare (1457-1504) a ctitorit în anul 1490 în cadrul Curții domnești din Vaslui o biserică cu hramul „Tăierea Capului Sfântului Ioan Botezătorul”, pentru a servi ca paraclis al curții. Lăcașul de cult este cunoscut și sub denumirea de „Biserica Domnească”. O lungă perioadă de timp s-a crezut că această biserică a fost construită după Bătălia de la Podu Înalt din 10 ianuarie 1475, când oștile moldovenești ale lui Ștefan cel Mare le-au înfrânt pe cele turcești. Această confuzie a plecat de la letopisețul lui Grigore Ureche, în care cronicarul sus-menționat a scris următoarele: „Și într-acéia laudă și bucurie au ziditu bisérica în târgu în Vasluiu, dându laudă lui Dumnezeu de biruință ce a făcut”., iar Misail Călugărul a completat că „Mărgândŭ Ștefan vodă cu oștile pre apa Bârladului în sus, atuncea plăcându-i locul intre Bârlad și intre apa Vasluiului și într-aceia laudă și bucurie de izbândă cu năroc ce au biruit pre turci și pre munténi, au început a zidi bisérica sveti Ioan Predioice, în târgŭ în Vasluiu, dând laudă lui Dumnedzău de biruință ce au făcut, și pre urmă case domnești, cum să cunoscŭ și păn' într-acéște vremi. Și odihnindŭ Ștefan vodă acolo cu oștile sale și râvnindŭ cu nevoință a să zidi biséreca și alte lucruri ce arată că au făcut mai pre urmă”.
În anul 1882, Teodor Burada a descoperit pisania bisericii și a publicat pentru prima dată traducerea inscripției. Pisania bisericii s-a păstrat pe zidul vestic al edificiului, într-un chenar, având o inscripție în limba slavonă care relatează că acest lăcaș de cult a fost construit în mai puțin de cinci luni (27 aprilie - 20 septembrie 1490). Textul inscripției este următorul: „Io Ștefan Voievod, cu mila lui Dumnezeu Domn al Țării Moldovei, fiul lui Bogdan Voevod, a zidit acest hram cu numele Tăierii cinstitului cap al sfântului și slăvitului prooroc, înainte mergător și botezător Ioan. S-a început în anul 6998 luna aprilie 27 și s-a săvârșit în același an, septembrie 20”. 
Curtea Domnească din Vaslui decade după moartea lui Ștefan cel Mare (1504), clădirile fiind părăsite și începând să se ruineze. Piatra și cărămizile sunt luate de oamenii locului pentru a fi folosite la ridicarea de noi construcții. Dorind să conserve ruinele curții domnești, domnul Vasile Lupu (1634-1653) poruncește logofătului Cehan Racoviță, într-o scrisoare din 6 august 1635, să nu se folosească materiale de construcții de la curtea domnească pentru construirea unei mănăstiri noi: „Scrii dumneata să luăm piatră de la Curtea din Vasluinu se cade să facem, că nu este de cinste, ci de aiurea, să caute unde se va afla”. Ruinarea clădirii domnești este observată și de călătorii străini din secolul al XVII-lea precum episcopul catolic Marco Bandini (care consemnează cu prilejul vizitei din 7 noiembrie 1646 că palatul princiar „zace ruinat”) și arhidiaconul ortodox Paul de Alep (ce a trecut prin Vaslui în februarie 1653, unde a remarcat totuși, „superba și mândra biserică”).
Reformele administrative introduse în secolul al XVII-lea de Constantin Mavrocordat a împărțit ținuturile în ocoale, numind în fruntea lor un pârcălab și un ispravnic. Pârcălabul avea atribuții administrative și fiscale, în timp ce ispravnicii aveau atribuții judecătorești și polițienești. Numărul ocoalelor a variat de la o perioadă la alta; spre exemplu, Ținutul Vaslui cuprindea în anii 1774-1775 patru ocoale: Crasna, Mijloc, Stemnic și Fundurile, iar după anul 1832 cinci ocoale: Racova, Fundurile, Stemnicului, Crasnei și Mijlocului.
Ținutul Vasluiului a fost desființat în anul 1864, în urma reformei administrative a Principatelor Române prin care s-au desființat toate ținuturile și s-au înființat județele. Teritoriul ținutului Vaslui a fost inclus în nou-înființatul județ Vaslui. 
În timp, Curtea domnească din Vaslui s-a risipit, rămânând din complexul curții domnești doar biserica. Cercetările arheologice efecuate în cea de-a doua jumătate a secolului al XX-lea au scos la iveală ruinele curților domnești. În perioada 2011-2014 a fost reconstruită pe vechiul amplasament una din clădirile ce a făcut parte din ansamblul curții domnești și s-a refăcut o parte din grădinile curții prin intermediul proiectului european „Ansamblul monument istoric Biserica «Tăierea Capului Sfântului Ioan Botezătorul» și Situl Arheologic Zona Curților Domnești- Vaslui. Restaurare, consolidare și valorificare turistică”.